# Majapahit

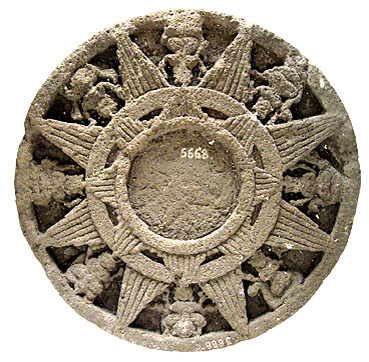
„Surya Majapahit” sau „Soarele Majapahit” este un simbol găsit în templele și ruinele din această perioadă.

Majapahit (din malayo-polineziană maja „gutui bengalez” și pahit „amar”; echivalent cu sanscrit Bilva-tikta, de asemenea Wilwatikta sau Tikta-wilwa) a fost din 1293 până la începutul secolului al XVI-lea ultima mare talassocrație hindusă din Arhipelagul Malaez. Capitala se afla în estul Javei, Trowulan de astăzi, în regiunea Surabayei. La apogeul puterii, sub Hayam Wuruk, între 1350 și 1389, a cuprins zonele de coastă din Peninsula Malaeză, Sumatra și Borneo.

## Fondare

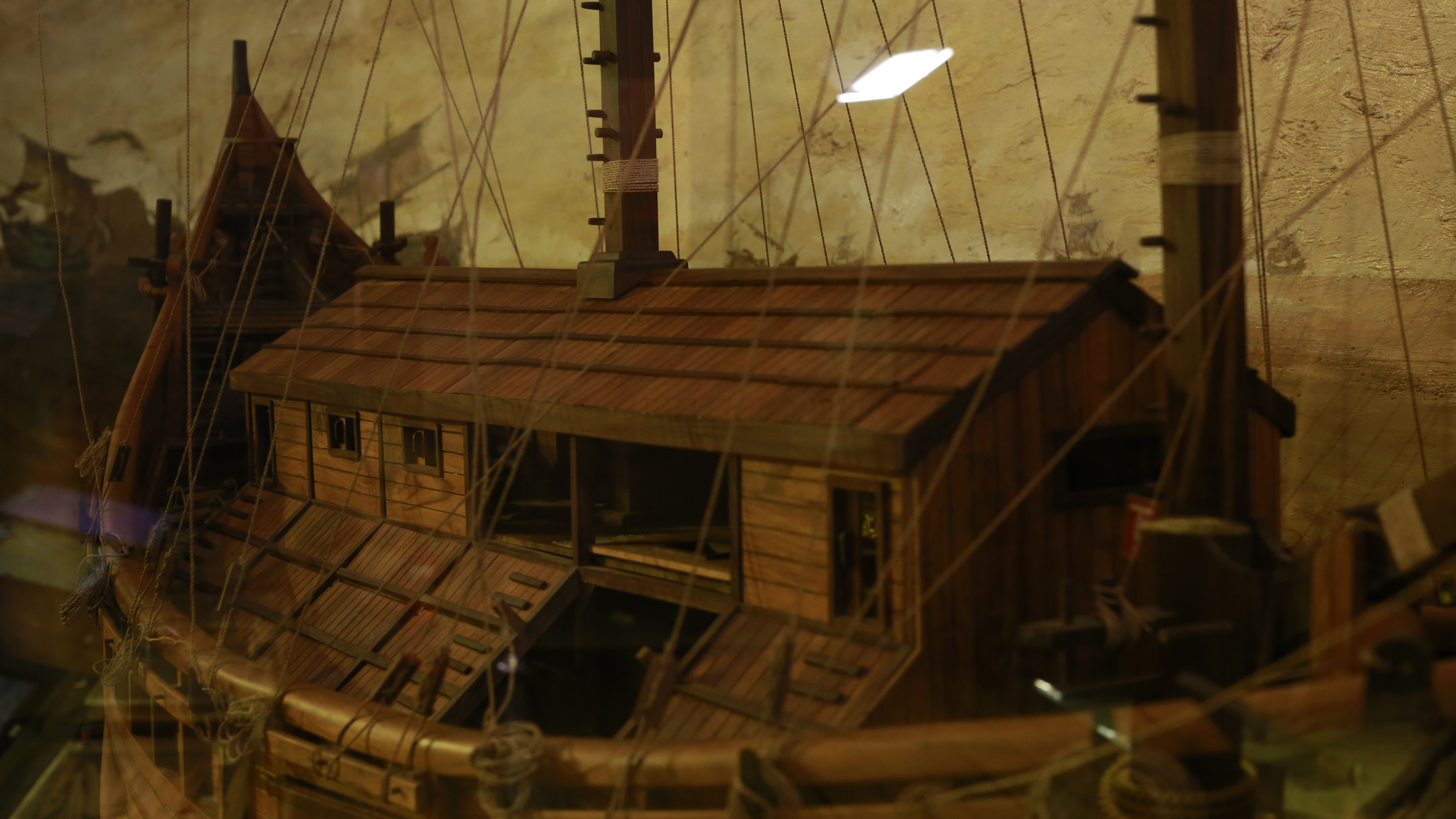
Modelul unei nave din perioada Majapahit, Muzeul BI

După ce în jurul anului 1290 oștirea regatului Singhasari a alungat trupele regatului Srivijaya din Java și domina astfel o mare parte a arhipelagului, împăratul Chinei Kublai a trimis emisari în zonă pentru a cere tribut. Cârmuitorul lui Singhasari, Kertanagara, a refuzat să plătească, făcându-l pe împărat să trimită o expediție punitivă cu 1.000 de nave și 20.000 de soldați. Dar cu puțin timp înainte de sosirea lor, o rebeliune a dus la moartea lui Kertanagara, după care cumnatul său Jayakatwang, care pretindea că este un descendent al vechilor regi din Kediri, a preluat puterea.
Raden Wijaya, ginerele lui Kertanagara, a reușit să evadeze din Jayakatwang pe insula Madura. S-a întors însă curând și a fondat așezarea Majapahit. Trimișii din această așezare au salutat în cele din urmă în 1293 flota chineză măcinată de taifunuri și foame lângă coasta Javei. Wijaya a oferit trupelor lui Kublai Han o alianță împotriva lui Jayakatwang, care a fost acceptată. O bătălie de cinci zile a început pe 15 martie 1293, în care Jayakatwang a fost învins și 5.000 de kediri au fost uciși. Cu un atac surpriză, Raden Wijaya a forțat apoi armata lui Kublai să se întoarcă acasă. Într-un final, Raden Wijaya a fost încoronat ca Kertarajasa Jayawardhana pe 10 noiembrie 1293.

## Apogeul puterii

Cea mai mare întindere a zonei de influență a Majapahit (secolul al XIV-lea)

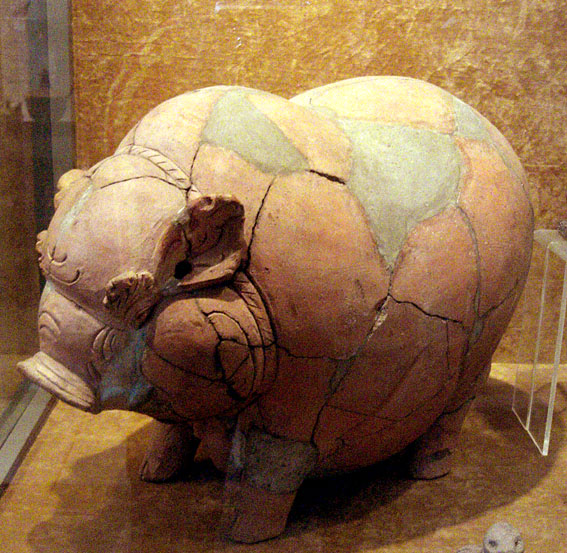
Pușculiță de teracotă, secolul al XIV-XRute maritime dominate MajapahitV-lea, descoperit în Trowulan, Mojokerto, Java de Est, acum în Muzeul Național Indonezian, Jakarta

Au urmat mai multe rebeliuni, care nu s-au potolit nici în timpul domniei fiului lui Raden Wijaya, Jayanagara, care a preluat tronul în 1309. Cu ajutorul miniștrilor săi Arya Tadah și Gajah Mada, a supraviețuit tuturor revoltelor, deși uneori, cum ar fi în 1319, a fost forțat să fugă. În 1328, Jayanagara a fost asasinat printr-o operațiune înscenată, iar Gajah Mada a ocupat tronul imperiului ca regent al reginei titulare Tribhuwana Wijayattungga Dewi, sora lui Jayanagara. A fost un regent ambițios și viclean care, până la moartea sa în 1364, a extins sfera de influență a Majapahit asupra insulelor din jur și, de exemplu, a reușit să supună Bali în 1343.
Hayam Wuruk s-a născut în 1334 și a devenit noul rege în 1350. La nunta sa cu Dyah Pitaloka, fiica unui rege vecin, Gajah Mada a ordonat masacrarea sa și a anturajului său. Vechiul imperiu budist Srivijaya de pe Sumatra, cu capitala sa la Palembang, a fost în cele din urmă distrus sub conducerea lui Hayam Wuruk în 1377. (Își trimisese propria ambasadă în China și astfel și-a demonstrat aspirațiile la independență.) Deși conducătorii Majapahit și-au extins teritoriul și au supus sau au primit tribut de la regate învecinate (model mandala), interesul lor principal era controlul comerțului care trecea prin imperiul insular.
La apogeul puterii, influența sa s-a extins de la Sumatra, teritoriul Malaeziei de astăzi, insulele Borneo, Sulawesi până în Filipine și Timor, deși despre cel din urmă nu se poate spune nimic cu siguranță. Cu toate acestea, Nagarakertagama, epopeea eroică a vremii, înșiră o listă lungă a statelor vasale ale Majapahit, inclusiv Timorul. Pe de altă parte, scriitorul portughez din secolul al XVI-lea Tomé Pires a remarcat că toate insulele de la est de Java sunt numite Timor, deoarece limba locală desemnează estul cu cuvântul „Timor.” Epoca de Aur a Majapahit a cunoscut și o înflorire a literaturii.
Hayam Wuruk a murit în 1389 și la începutul secolului al XV-lea au sosit comercianții musulmani în zonă. A început convertirea la islam, care a semnalat începutul prăbușirii imperiului. În 1401 a izbucnit un război de patru ani între doi dintre fiii regelui, Wikramawardhana și Wirabumi, pentru succesiunea la tron, care s-a încheiat cu moartea celui din urmă. Ca urmare, a devenit din ce în ce mai greu ca să fie asigurată coeziunea imperiului după ce un prinț rebel din Srivijaya, probabil un descendent al vechii dinastii Sailendra, a fondat un sultanat în Malacca, care câștiga o influență tot mai mare prin negustorii islamici.

## Prăbușirea
În 1447 regele Kertawijaya s-a convertit la islam, dar a fost asasinat cinci ani mai târziu. Noul conducător Rajasawardhana a vrut să oprească răspândirea islamului, dar după ani de haos a trebuit să-i cedeze puterea lui Girisawardhana. Curtea următorului rege, Singhawikramawardhana, a fost mutată lângă Kediri după o rebeliune a lui Bhre Kertabhumi în 1468. Chiar dacă fiul lui Singhawikramawardhana, Girindrawardhana, a reușit să-l răstoarne pe Bhre Kertabhumi în 1478, regatul a căzut în cele din urmă în haos. În acest moment, mulți preoți și membri ai familiei regale (hinduși) s-au mutat în Bali.
În plus, fiul regelui Sri Aji Kresna Kepakisan Raja din Samprangan în Majapahit, regele I Dewa Ketut Ngulesir Raja din Gelgel, a fost proclamat Raja din Bali și a fondat regatul hindus Gelgel. Un descendent al lui Kertawijaya a fondat Sultanatul Demak în Java Centrală. După atacul sultanului Demakului din 1527, această rămășiță din Kediri își pierduse în cele din urmă importanța.

Arborele genealogic al familiei cârmuitoare a Majapahit

## Cultură și religie

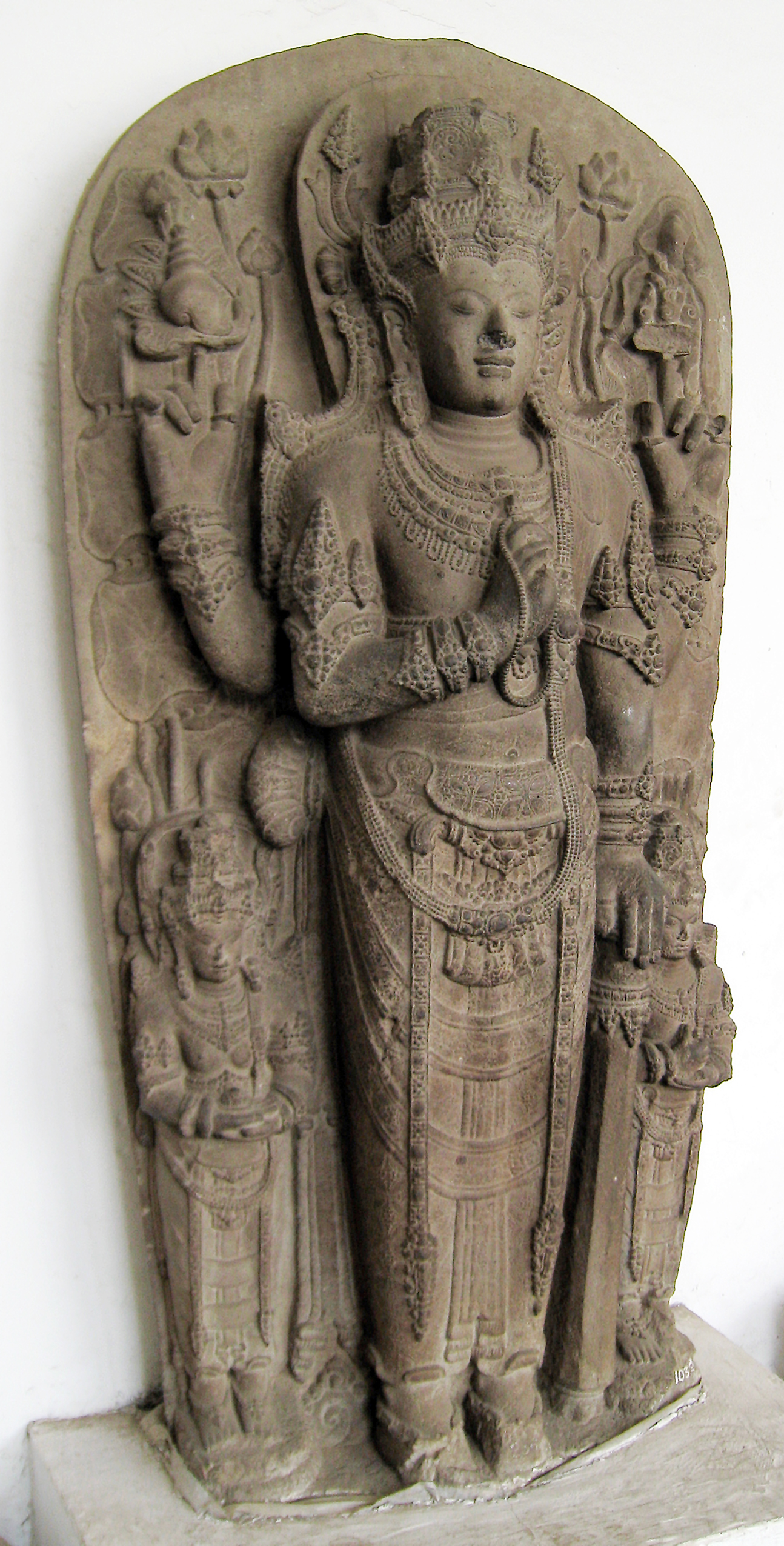
Reprezentare divinizată a lui Raden Wijaya, primul rege al Majapahit ca Harihara (uniunea dintre Vișnu și Șiva), inițial în Templul Candi Simping, Blitar, Java de Est, acum în Muzeul Național Indonezian.

Mulți copaci de maja (gutuie bengaleză, Aegle marmelos) cu un gust amar au existat în zona din jurul Mojokerto, în ceea ce este acum provincia Java Timur. Raden Wijaya a numit zona Majapahit pentru că pahit înseamnă amar în indoneziană.
Această perioadă este considerată o Epocă de Aur în Indonezia. Din cartea Sutasoma, una dintre cele mai faimoase scrieri Majapahit, provine motto-ul țării „Bhinneka Tunggal Ika”, care înseamnă „unitate în diversitate”. Hinduismul și budismul erau cele mai importante religii, care s-au contopit parțial, precum se vede în templul Candi Jago. Dar existau și animiști, iar mai târziu islamul a sosit în regiune, și domină astăzi aproape peste tot în Indonezia. În anii 1920 și 1930, naționaliștii indonezieni considerau imperiul o dovadă că oamenii arhipelagului puteau fi reuniți.
Comunitățile hinduse există și astăzi pe Java, în special în jurul Muntelui Bromo, la poporul tengger.

### Comerț
Majapahit era caracterizat de o rețea extinsă de drumuri și râuri. Rețeaua de transport era folosită în primul rând pentru comerțul cu orez, care era transportat din interior în porturile de pe litoral și era o marfă de mare importanță pentru regat. Comerțul cu vecinii înflorea, iar regatul Majapahit era considerat prosper.